# Apioscelis laetitiaensis
Apioscelis laetitiaensis är en insektsart som beskrevs av Bentos-pereira och Listre 2005. Apioscelis laetitiaensis ingår i släktet Apioscelis och familjen Proscopiidae. Inga underarter finns listade i Catalogue of Life.